# フランソワーズ・アルヌール
フランソワーズ・アルヌール（Françoise Arnoul, 1931年6月3日 - 2021年7月20日）は、当時フランス領アルジェリアであったコンスタンティーヌ生まれの、1950年代から1960年代にかけてフランスで活躍した女優。

## 来歴
軍人の父と元舞台女優の母の間に生まれ、第二次世界大戦が終わった1945年に軍務を続ける父をモロッコに残して母・祖母と子供たちでフランスに帰国し、フランソワーズら兄弟はパリ16区で育った。
1961年（昭和36年）に来日した際、黒澤明と三船敏郎と3人で撮影したカラー写真が現存する。
2021年7月20日、死去。90歳没。

## 主な出演映画
| 公開年 | 邦題 原題                                                  | 役名                   | 備考       |
| ------ | ---------------------------------------------------------- | ---------------------- | ---------- |
| 1950   | 我々はパリへ行く Nous irons à Paris                        |                        |            |
| 1952   | 禁断の木の実 Le fruit défendu                              | マルチイヌ             |            |
| 1953   | 女性の敵 Les Compagnes de la nuit                          | オルガ                 |            |
| 1953   | 上級生の寝室 Dortoir des grandes                           | エメェ                 |            |
| 1954   | 肉体の怒り La rage au corps                                | クララ                 |            |
| 1954   | 寝台の秘密 Secrets d'alcove                                | マルティヌ             |            |
| 1954   | フレンチ・カンカン French Cancan                           | ニニ                   |            |
| 1954   | ナポレオン Napoléon                                        |                        |            |
| 1955   | 過去をもつ愛情 Les Amants du Tage                          | カスリーン             |            |
| 1955   | ヘッドライト Des gens sans importance                      | クロチルド             |            |
| 1956   | 幸福への招待 Paris, Palace Hôtel                           | フランソワーズ         |            |
| 1956   | 遥かなる国から来た男 Le Pays, d'où je viens                | マリネット             |            |
| 1957   | 大運河 Sait-on jamais...                                   | ソフィー               |            |
| 1958   | 女猫 La Chatte                                             | スザンヌ               |            |
| 1959   | 学生たちの道 Le Chemin des Ecoliers                        | イヴェット             |            |
| 1959   | 爪を磨く野獣 La bête à l'affût                             | エリザベト・ヴェルモン |            |
| 1961   | パリジェンヌ Les Parisiennes                               | フランソワーズ         |            |
| 1962   | フランス式十戒 Le Diable et les dix commandements          | フランソワーズ         |            |
| 1965   | ダイヤモンドに手を出すな À couteaux tirés                  | リュシー               |            |
| 1970   | ジャン・ルノワールの小劇場 Le petit théâtre de Jean Renoir |                        | テレビ映画 |
| 1977   | イザベル・アジャーニの 女泥棒 Violette & François          | セシル                 |            |

## 日本のテレビ番組出演
- スター千一夜（フジテレビ） - 1963年11月13日

## 備考
- 石ノ森章太郎原作の漫画・アニメーション作品「サイボーグ009」の主要登場人物であるゼロゼロナンバーサイボーグ唯一の女性メンバー「003」の本名の由来となっている。